# Lista de prêmios e indicações recebidos por Kate Winslet

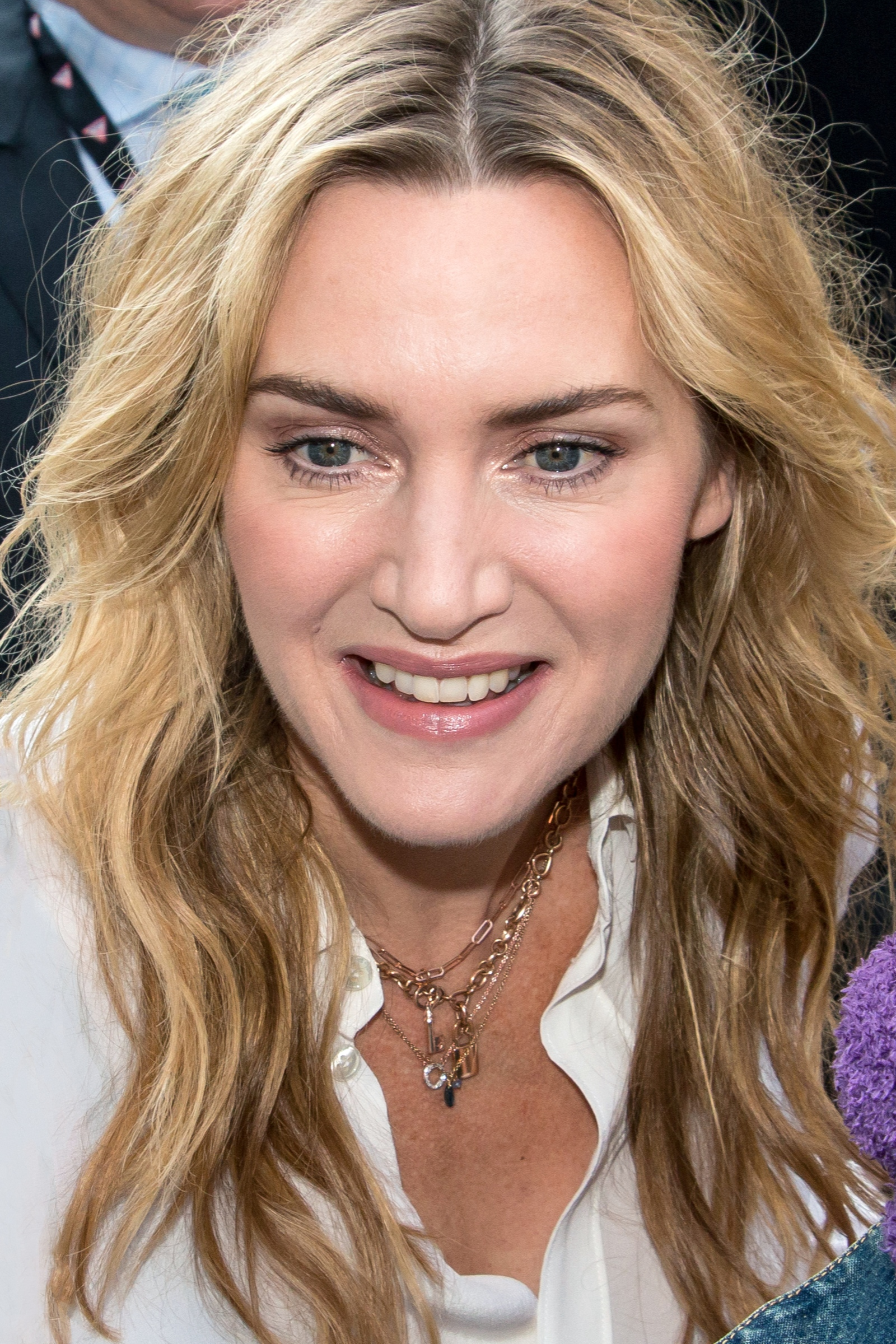
Kate Winslet no Toronto International Film Festival de 2017.

A seguir, é apresentada uma lista de prêmios e indicações recebidos por Kate Winslet. Ela é a pessoa mais jovem a receber seis indicações ao Oscar, com sete indicações no total, e ganhou o Oscar de Melhor Atriz por O Leitor (2008). Entre seus inúmeros prêmios, Winslet ganhou um Oscar, um Emmy, um Grammy, um Critics' Choice Movie Award, um AACTA Award, três BAFTAs, quatro Golden Globe Awards, três Screen Actors Guild Awards e quatro Empire Awards. Ela é uma das poucas atrizes que ganhou três dos quatro principais prêmios de entretenimento americano (EGOT), com o Oscar, Emmy Award e Grammy Award.
Winslet é a única atriz a receber indicações ao Oscar, como as versões mais jovens dos personagens interpretados por Gloria Stuart, como Rose, em Titanic, e Judi Dench, como Iris Murdoch, em Iris. Estes são os únicos exemplos de versões mais jovens e mais velhos de um personagem de um mesmo filme, ambos indicados ao Oscar, tornando Winslet a única atriz a compartilhar duas vezes uma indicação ao Oscar por representar o mesmo personagem. Ela é a segunda atriz, depois de Sigourney Weaver, a ganhar um Globo de Ouro de melhor atriz em filme dramático (por Revolutionary Road) e um Globo de Ouro de melhor atriz coadjuvante (por O Leitor) no mesmo ano.
Em 2007, a Academia Britânica de Artes de Cinema e Televisão (BAFTA) a homenageou com o Britannia Award. Ela recebeu o Modern Master Award do Festival Internacional de Cinema de Santa Barbara de 2009 em reconhecimento por suas realizações na indústria cinematográfica. Em 2011, Winslet recebeu o Yo Dona award da Golden Hat Foundation em reconhecimento do seu trabalho humanitário em prol das pessoas autistas. Ela foi nomeada Comandante da Ordem do Império Britânico (CBE) em 2012 por serviços prestados ao teatro. No mesmo ano, ela foi homenageada com um prêmio César honorário. Em 2014, a American Library Association concedeu a ela um Odyssey Award por seu trabalho no audiobook infantil de Roald Dahl, Matilda. Em 2015, a Film Society of Lincoln Center a homenageou no 53º Festival de Cinema de Nova York por suas contribuições às artes cênicas e o BAFTA com um tributo especial à carreira intitulado BAFTA: A Life in Pictures. Em 2017, ela foi homenageada com um Actors Inspiration Award da SAG-AFTRA por seu trabalho na industria do entretenimento e filantrópico.
Ela recebeu uma estrela na Calçada da Fama de Hollywood, localizada na 6262 Hollywood Boulevard, em 17 de março de 2014 com Kathy Bates e James Cameron como convidados na cerimônia de inauguração.

## Prêmios e indicações

### Oscar
| Academy Awards | Academy Awards                        | Academy Awards           | Academy Awards |
| Ano            | Título                                | Categoria                | Resultado      |
| -------------- | ------------------------------------- | ------------------------ | -------------- |
| 1996           | Sense and Sensibility                 | Melhor Atriz Coadjuvante | Indicado       |
| 1998           | Titanic                               | Melhor Atriz             | Indicado       |
| 2002           | Iris                                  | Melhor Atriz Coadjuvante | Indicado       |
| 2005           | Eternal Sunshine of the Spotless Mind | Melhor Atriz             | Indicado       |
| 2007           | Little Children                       | Melhor Atriz             | Indicado       |
| 2009           | The Reader                            | Melhor Atriz             | Venceu         |
| 2016           | Steve Jobs                            | Melhor Atriz Coadjuvante | Indicado       |

### AACTA Awards
| AACTA Awards | AACTA Awards   | AACTA Awards                             | AACTA Awards |
| Ano          | Título         | Categoria                                | Resultado    |
| ------------ | -------------- | ---------------------------------------- | ------------ |
| 2015         | The Dressmaker | Melhor Atriz                             | Venceu       |
| 2016         | Steve Jobs     | Melhor Atriz Coadjuvante - Internacional | Indicado     |

### British Academy Film Awards
| British Academy Film Awards | British Academy Film Awards           | British Academy Film Awards | British Academy Film Awards |
| Ano                         | Título                                | Categoria                   | Resultado                   |
| --------------------------- | ------------------------------------- | --------------------------- | --------------------------- |
| 1996                        | Sense and Sensibility                 | Melhor Atriz Coadjuvante    | Venceu                      |
| 2002                        | Iris                                  | Melhor Atriz Coadjuvante    | Indicado                    |
| 2005                        | Eternal Sunshine of the Spotless Mind | Melhor Atriz                | Indicado                    |
| 2005                        | Finding Neverland                     | Melhor Atriz                | Indicado                    |
| 2007                        | Little Children                       | Melhor Atriz                | Indicado                    |
| 2009                        | The Reader                            | Melhor Atriz                | Venceu                      |
| 2009                        | Revolutionary Road                    | Melhor Atriz                | Indicado                    |
| 2016                        | Steve Jobs                            | Melhor Atriz Coadjuvante    | Venceu                      |

### Emmy Awards
| Primetime Emmy Award | Primetime Emmy Award | Primetime Emmy Award                         | Primetime Emmy Award |
| Ano                  | Título               | Categoria                                    | Resultado            |
| -------------------- | -------------------- | -------------------------------------------- | -------------------- |
| 2006                 | Extras               | Melhor Atriz Convidada numa Série de Comédia | Indicado             |
| 2011                 | Mildred Pierce       | Melhor Atriz em Minissérie ou Filme para TV  | Venceu               |

### Empire Awards
| Empire Awards | Empire Awards                         | Empire Awards          | Empire Awards |
| Ano           | Título                                | Categoria              | Resultado     |
| ------------- | ------------------------------------- | ---------------------- | ------------- |
| 1996          | Heavenly Creatures                    | Melhor Atriz Britânica | Venceu        |
| 1998          | Hamlet                                | Melhor Atriz Britânica | Venceu        |
| 1999          | Titanic                               | Melhor Atriz Britânica | Venceu        |
| 2000          | Hideous Kinky                         | Melhor Atriz Britânica | Indicado      |
| 2001          | Quills                                | Melhor Atriz           | Indicado      |
| 2002          | Enigma                                | Melhor Atriz Britânica | Venceu        |
| 2005          | Eternal Sunshine of the Spotless Mind | Melhor Atriz Britânica | Venceu        |
| 2007          | Little Children                       | Melhor Atriz           | Indicado      |

### Globo de Ouro
| Golden Globe Awards | Golden Globe Awards                   | Golden Globe Awards                         | Golden Globe Awards |
| Ano                 | Título                                | Categoria                                   | Resultado           |
| ------------------- | ------------------------------------- | ------------------------------------------- | ------------------- |
| 1996                | Sense and Sensibility                 | Melhor Atriz Coadjuvante                    | Indicado            |
| 1998                | Titanic                               | Melhor Atriz                                | Indicado            |
| 2002                | Iris                                  | Melhor Atriz Coadjuvante                    | Indicado            |
| 2005                | Eternal Sunshine of the Spotless Mind | Melhor Atriz - Comédia ou Musical           | Indicado            |
| 2007                | Little Children                       | Melhor Atriz                                | Indicado            |
| 2009                | Revolutionary Road                    | Melhor Atriz                                | Venceu              |
| 2009                | The Reader                            | Melhor Atriz Coadjuvante                    | Venceu              |
| 2012                | Mildred Pierce                        | Melhor Atriz em Minissérie ou Filme para TV | Venceu              |
| 2012                | Carnage                               | Melhor Atriz - Comédia ou Musical           | Indicado            |
| 2014                | Labor Day                             | Melhor Atriz                                | Indicado            |
| 2016                | Steve Jobs                            | Melhor Atriz Coadjuvante                    | Venceu              |

### Grammy Awards
| Grammy Awards | Grammy Awards             | Grammy Awards                     | Grammy Awards |
| Ano           | Título                    | Categoria                         | Resultado     |
| ------------- | ------------------------- | --------------------------------- | ------------- |
| 2000          | Listen to the Storyteller | Melhor Álbum Falado para Crianças | Venceuγ       |

### Satellite Awards
| Grammy Awards | Grammy Awards                         | Grammy Awards                               | Grammy Awards |
| Ano           | Título                                | Categoria                                   | Resultado     |
| ------------- | ------------------------------------- | ------------------------------------------- | ------------- |
| 1997          | Hamlet                                | Melhor Atriz Coadjuvante                    | Indicado      |
| 1998          | Titanic                               | Melhor Atriz                                | Indicado      |
| 2001          | Quills                                | Melhor Atriz Coadjuvante                    | Indicado      |
| 2002          | Iris                                  | Melhor Atriz Coadjuvante                    | Indicado      |
| 2005          | Eternal Sunshine of the Spotless Mind | Melhor Atriz                                | Indicado      |
| 2006          | Little Children                       | Melhor Atriz                                | Indicado      |
| 2008          | The Reader                            | Melhor Atriz                                | Indicado      |
| 2011          | Mildred Pierce                        | Melhor Atriz em Minissérie ou Filme para TV | Venceu        |
| 2011          | Carnage                               | Melhor Atriz Coadjuvante                    | Indicado      |
| 2015          | Steve Jobs                            | Melhor Atriz Coadjuvante                    | Indicado      |

### Screen Actors Guild Awards
| Screen Actors Guild Awards | Screen Actors Guild Awards            | Screen Actors Guild Awards                  | Screen Actors Guild Awards |
| Ano                        | Título                                | Categoria                                   | Resultado                  |
| -------------------------- | ------------------------------------- | ------------------------------------------- | -------------------------- |
| 1996                       | Sense and Sensibility                 | Melhor Atriz Coadjuvante                    | Venceu                     |
| 1996                       | Sense and Sensibility                 | Melhor Elenco                               | Indicado $                 |
| 1998                       | Titanic                               | Melhor Atriz                                | Indicado                   |
| 1998                       | Titanic                               | Melhor Elenco                               | Indicado ρ                 |
| 2001                       | Quills                                | Melhor Atriz Coadjuvante                    | Indicado                   |
| 2005                       | Eternal Sunshine of the Spotless Mind | Melhor Atriz                                | Indicado                   |
| 2005                       | Finding Neverland                     | Melhor Elenco                               | Indicado δ                 |
| 2007                       | Little Children                       | Melhor Atriz                                | Indicado                   |
| 2009                       | Revolutionary Road                    | Melhor Atriz                                | Indicado                   |
| 2009                       | The Reader                            | Melhor Atriz                                | Venceu                     |
| 2012                       | Mildred Pierce                        | Melhor Atriz em Minissérie ou Filme para TV | Venceu                     |
| 2016                       | Steve Jobs                            | Melhor Atriz Coadjuvante                    | Indicado                   |

## Prêmios da crítica
| Critics' Choice Awards | Critics' Choice Awards                | Critics' Choice Awards   | Critics' Choice Awards |
| Ano                    | Título                                | Categoria                | Resultado              |
| ---------------------- | ------------------------------------- | ------------------------ | ---------------------- |
| 2005                   | Eternal Sunshine of the Spotless Mind | Melhor Atriz             | Indicado               |
| 2005                   | Finding Neverland                     | Melhor Atriz Coadjuvante | Indicado               |
| 2007                   | Little Children                       | Melhor Atriz             | Indicado               |
| 2009                   | The Reader                            | Melhor Atriz Coadjuvante | Venceu                 |
| 2016                   | Steve Jobs                            | Melhor Atriz Coadjuvante | Indicado               |

| Austin Film Critics Association | Austin Film Critics Association | Austin Film Critics Association | Austin Film Critics Association |
| Ano                             | Título                          | Categoria                       | Resultado                       |
| ------------------------------- | ------------------------------- | ------------------------------- | ------------------------------- |
| 2015                            | Steve Jobs                      | Melhor Atriz Coadjuvante        | Indicado                        |

| Australian Film Critics Association | Australian Film Critics Association | Australian Film Critics Association | Australian Film Critics Association |
| Ano                                 | Título                              | Categoria                           | Resultado                           |
| ----------------------------------- | ----------------------------------- | ----------------------------------- | ----------------------------------- |
| 2015                                | The Dressmaker                      | Melhor Atriz                        | Venceu                              |

| Boston Society of Film Critics Awards | Boston Society of Film Critics Awards | Boston Society of Film Critics Awards | Boston Society of Film Critics Awards |
| Ano                                   | Título                                | Categoria                             | Resultado                             |
| ------------------------------------- | ------------------------------------- | ------------------------------------- | ------------------------------------- |
| 2011                                  | Carnage                               | Melhor Elenco                         | Venceu†                               |

| Bravo Otto | Bravo Otto | Bravo Otto   | Bravo Otto |
| Ano        | Título     | Categoria    | Resultado  |
| ---------- | ---------- | ------------ | ---------- |
| 1998       | Ela mesma  | Melhor Atriz | Venceu     |

| Central Ohio Film Critics Association | Central Ohio Film Critics Association | Central Ohio Film Critics Association | Central Ohio Film Critics Association |
| Ano                                   | Título                                | Categoria                             | Resultado                             |
| ------------------------------------- | ------------------------------------- | ------------------------------------- | ------------------------------------- |
| 2015                                  | Steve Jobs                            | Melhor Atriz Coadjuvante              | Indicado                              |

| Chicago Film Critics Association Awards | Chicago Film Critics Association Awards | Chicago Film Critics Association Awards | Chicago Film Critics Association Awards |
| Ano                                     | Título                                  | Categoria                               | Resultado                               |
| --------------------------------------- | --------------------------------------- | --------------------------------------- | --------------------------------------- |
| 2006                                    | Little Children                         | Melhor Atriz                            | Indicado                                |
| 2008                                    | The Reader                              | Melhor Atriz Coadjuvante                | Venceu                                  |

| Dallas-Fort Worth Film Critics Association Awards | Dallas-Fort Worth Film Critics Association Awards | Dallas-Fort Worth Film Critics Association Awards | Dallas-Fort Worth Film Critics Association Awards |
| Ano                                               | Título                                            | Categoria                                         | Resultado                                         |
| ------------------------------------------------- | ------------------------------------------------- | ------------------------------------------------- | ------------------------------------------------- |
| 2004                                              | Eternal Sunshine of the Spotless Mind             | Melhor Atriz                                      | 3° lugar                                          |
| 2006                                              | Little Children                                   | Melhor Atriz                                      | Indicado                                          |
| 2008                                              | Revolutionary Road                                | Melhor Atriz                                      | Indicado                                          |
| 2015                                              | Steve Jobs                                        | Melhor Atriz Coadjuvante                          | 3° lugar                                          |

| Detroit Film Critics Society Awards | Detroit Film Critics Society Awards | Detroit Film Critics Society Awards | Detroit Film Critics Society Awards |
| Ano                                 | Título                              | Categoria                           | Resultado                           |
| ----------------------------------- | ----------------------------------- | ----------------------------------- | ----------------------------------- |
| 2008                                | Revolutionary Road                  | Melhor Atriz                        | Venceu                              |
| 2008                                | Revolutionary Road                  | Melhor Elenco                       | Indicadoų                           |
| 2011                                | Carnage                             | Melhor Elenco                       | Venceu†                             |

| Dublin Film Critics Circle Awards | Dublin Film Critics Circle Awards | Dublin Film Critics Circle Awards | Dublin Film Critics Circle Awards |
| Ano                               | Título                            | Categoria                         | Resultado                         |
| --------------------------------- | --------------------------------- | --------------------------------- | --------------------------------- |
| 2006                              | Little Children                   | Melhor Atriz                      | Indicado                          |

| Film Critics Circle of Australia | Film Critics Circle of Australia | Film Critics Circle of Australia | Film Critics Circle of Australia |
| Ano                              | Título                           | Categoria                        | Resultado                        |
| -------------------------------- | -------------------------------- | -------------------------------- | -------------------------------- |
| 2015                             | The Dressmaker                   | Melhor Atriz                     | Venceu                           |

| Georgia Film Critics Association Awards | Georgia Film Critics Association Awards | Georgia Film Critics Association Awards | Georgia Film Critics Association Awards |
| Ano                                     | Título                                  | Categoria                               | Resultado                               |
| --------------------------------------- | --------------------------------------- | --------------------------------------- | --------------------------------------- |
| 2011                                    | Contagion                               | Melhor Elenco                           | Indicado∋                               |
| 2016                                    | Steve Jobs                              | Melhor Atriz Coadjuvante                | Indicado                                |

| Houston Film Critics Society Awards | Houston Film Critics Society Awards | Houston Film Critics Society Awards | Houston Film Critics Society Awards |
| Ano                                 | Título                              | Categoria                           | Resultado                           |
| ----------------------------------- | ----------------------------------- | ----------------------------------- | ----------------------------------- |
| 2008                                | Revolutionary Road                  | Melhor Atriz                        | Indicado                            |
| 2015                                | Steve Jobs                          | Melhor Atriz Coadjuvante            | Indicado                            |

| Indiana Film Journalists Association Awards | Indiana Film Journalists Association Awards | Indiana Film Journalists Association Awards | Indiana Film Journalists Association Awards |
| Ano                                         | Título                                      | Categoria                                   | Resultado                                   |
| ------------------------------------------- | ------------------------------------------- | ------------------------------------------- | ------------------------------------------- |
| 2016                                        | Steve Jobs                                  | Melhor Atriz Coadjuvante                    | Indicado                                    |

| International Cinephile Society Awards | International Cinephile Society Awards | International Cinephile Society Awards | International Cinephile Society Awards |
| Ano                                    | Título                                 | Categoria                              | Resultado                              |
| -------------------------------------- | -------------------------------------- | -------------------------------------- | -------------------------------------- |
| 2005                                   | Eternal Sunshine of the Spotless Mind  | Melhor Atriz                           | Venceu                                 |

| Iowa Film Critics Association | Iowa Film Critics Association | Iowa Film Critics Association | Iowa Film Critics Association |
| Ano                           | Título                        | Categoria                     | Resultado                     |
| ----------------------------- | ----------------------------- | ----------------------------- | ----------------------------- |
| 2016                          | Steve Jobs                    | Melhor Atriz Coadjuvante      | Venceu                        |

| Kansas City Film Critics Circle | Kansas City Film Critics Circle | Kansas City Film Critics Circle | Kansas City Film Critics Circle |
| Ano                             | Título                          | Categoria                       | Resultado                       |
| ------------------------------- | ------------------------------- | ------------------------------- | ------------------------------- |
| 2016                            | Steve Jobs                      | Melhor Atriz Coadjuvante        | Indicado                        |

| Las Vegas Film Critics Society | Las Vegas Film Critics Society | Las Vegas Film Critics Society | Las Vegas Film Critics Society |
| Ano                            | Título                         | Categoria                      | Resultado                      |
| ------------------------------ | ------------------------------ | ------------------------------ | ------------------------------ |
| 2016                           | Steve Jobs                     | Melhor Atriz Coadjuvante       | Indicado                       |

| London Film Critics' Circle Awards | London Film Critics' Circle Awards           | London Film Critics' Circle Awards | London Film Critics' Circle Awards |
| Ano                                | Título                                       | Categoria                          | Resultado                          |
| ---------------------------------- | -------------------------------------------- | ---------------------------------- | ---------------------------------- |
| 1995                               | Heavenly Creatures                           | Melhor Atriz                       | Venceu                             |
| 1998                               | Titanic                                      | Melhor Atriz                       | Indicado                           |
| 2001                               | Quills                                       | Melhor Atriz                       | Indicado                           |
| 2004                               | Eternal Sunshine of the Spotless Mind        | Melhor Atriz                       | Venceu                             |
| 2006                               | Little Children                              | Melhor Atriz                       | Indicado                           |
| 2008                               | The Reader e Revolutionary Road              | Melhor Atriz                       | Indicado                           |
| 2008                               | The Reader e Revolutionary Road              | Melhor Atriz                       | Venceu                             |
| 2015                               | Steve Jobs, The Dressmaker, e A Little Chaos | Melhor Atriz                       | Indicado                           |
| 2015                               | Steve Jobs                                   | Melhor Atriz Coadjuvante           | Venceu                             |
| 2017                               | Ela mesma                                    | Dilys Powell Award                 | Venceu                             |

| Los Angeles Film Critics Association Awards | Los Angeles Film Critics Association Awards | Los Angeles Film Critics Association Awards | Los Angeles Film Critics Association Awards |
| Ano                                         | Título                                      | Categoria                                   | Resultado                                   |
| ------------------------------------------- | ------------------------------------------- | ------------------------------------------- | ------------------------------------------- |
| 2001                                        | Iris                                        | Melhor Atriz Coadjuvante                    | Venceu                                      |

| National Society of Film Critics Awards | National Society of Film Critics Awards | National Society of Film Critics Awards | National Society of Film Critics Awards |
| Ano                                     | Título                                  | Categoria                               | Resultado                               |
| --------------------------------------- | --------------------------------------- | --------------------------------------- | --------------------------------------- |
| 1999                                    | Holy Smoke!                             | Melhor Atriz                            | Indicado                                |
| 2016                                    | Steve Jobs                              | Melhor Atriz Coadjuvante                | 3° lugar                                |